# Leandra sylvatica
Leandra sylvatica är en tvåhjärtbladig växtart som beskrevs av Célestin Alfred Cogniaux. Leandra sylvatica ingår i släktet Leandra och familjen Melastomataceae. Inga underarter finns listade i Catalogue of Life.